# Fimbristylis nigrobrunnea
Fimbristylis nigrobrunnea är en halvgräsart som beskrevs av George Henry Kendrick Thwaites. Fimbristylis nigrobrunnea ingår i släktet Fimbristylis och familjen halvgräs. Inga underarter finns listade i Catalogue of Life.